# Barrina
Barrina — рід грибів. Назва вперше опублікована 1997 року.

## Класифікація
До роду Barrina відносять 1 вид:
- Barrina polyspora